# Anouchka Martin
Pour les articles homonymes, voir Martin.
Anouchka Martin, née le 5 février 1993, est une nageuse française.

## Carrière
Aux Championnats de France de natation en petit bassin 2016 et 2017, elle fait partie du relais du Cercle des nageurs de Marseille sacré champion de France du 4x50 mètres nage libre. Elle remporte également le relais 4x100 mètres nage libre des Championnats de France de natation 2017.
Elle remporte la médaille d'or du relais féminin 4x100 mètres nage libre aux Championnats d'Europe de natation 2018 (elle dispute les séries mais pas la finale).